# Cyperus erythrorhizos
Cyperus erythrorhizos là loài thực vật có hoa trong họ Cói. Loài này được Muhl. mô tả khoa học đầu tiên năm 1817. Loài này mọc khắp Bắc Mỹ từ Maine, Ontario và British Columbia ở phía nam đến Tabasco ở phía nam Mexico.
Cyperus erythrorhizos là một loài cây mọc ở các khu vực ẩm ướt như sông và mương, thường ở độ cao thấp.